# 2016-os WEC nürburgringi 6 órás verseny
| Pályarajz | Pályarajz               | Pályarajz                                          |
| --------- | ----------------------- | -------------------------------------------------- |
|           |                         |                                                    |
| Győztesek |                         |                                                    |
| Kategória | Csapat                  | Versenyzők                                         |
| LMP1      | #1 Porsche Team         | Timo Bernhard Mark Webber Brendon Hartley          |
| LMP2      | #36 Signatech Alpine    | Gustavo Menezes Nicolas Lapierre Stéphane Richelmi |
| LMGTE Pro | #51 AF Corse            | Gianmaria Bruni James Calado                       |
| LMGTE Am  | #98 Aston Martin Racing | Paul Dalla Lana Pedro Lamy Mathias Lauda           |

A 2016-os WEC nürburgringi 6 órás verseny a Hosszútávú-világbajnokság 2016-os szezonjának negyedik futama volt, amelyet július 22. és július 24. között tartottak meg a Nürburgringen. A fordulót Timo Bernhard, Brendon Hartley és Mark Webber triója nyerte meg, akik a hibridhajtású Porsche Team csapatának versenyautóját vezették.

## Időmérő
A kategóriák leggyorsabb versenyzői vastaggal vannak kiemelve.
| Poz. | Kategória | Csapat                        | Átlagidő | Különbség | Rajthely |
| ---- | --------- | ----------------------------- | -------- | --------- | -------- |
| 1.   | LMP1      | #7 Audi Sport Team Joest      | 1:39,444 |           | 1        |
| 2.   | LMP1      | #8 Audi Sport Team Joest      | 1:39,710 | +0,266    | 2        |
| 3.   | LMP1      | #1 Porsche Team               | 1:39,861 | +0,417    | 3        |
| 4.   | LMP1      | #2 Porsche Team               | 1:39,893 | +0,449    | 4        |
| 5.   | LMP1      | #6 Toyota Gazoo Racing        | 1:40,639 | +1,195    | 5        |
| 6.   | LMP1      | #5 Toyota Gazoo Racing        | 1:40,748 | +1,304    | 6        |
| 7.   | LMP1      | #13 Rebellion Racing          | 1:46,081 | +6,637    | 7        |
| 8.   | LMP1      | #4 ByKolles Racing Team       | 1:46,907 | +7,463    | 8        |
| 9.   | LMP1      | #12 Rebellion Racing          | 1:47,026 | +7,582    | 9        |
| 10.  | LMP2      | #26 G-Drive Racing            | 1:48,984 | +9,540    | 10       |
| 11.  | LMP2      | #36 Signatech Alpine          | 1:49,727 | +10,283   | 11       |
| 12.  | LMP2      | #42 Strakka Racing            | 1:49,762 | +10,318   | 12       |
| 13.  | LMP2      | #43 RGR Sport by Morand       | 1:50,105 | +10,661   | 13       |
| 14.  | LMP2      | #44 Manor                     | 1:50,372 | +10,928   | 14       |
| 15.  | LMP2      | #27 SMP Racing                | 1:50,948 | +11,504   | 15       |
| 16.  | LMP2      | #31 Extreme Speed Motorsports | 1:51,194 | +11,750   | 16       |
| 17.  | LMP2      | #45 Manor                     | 1:51,294 | +11,850   | 17       |
| 18.  | LMP2      | #37 SMP Racing                | 1:51,667 | +12,223   | 18       |
| 19.  | LMP2      | #35 Baxi DC Racing Alpine     | 1:52,506 | +13,062   | 19       |
| 20.  | LMP2      | #30 Extreme Speed Motorsports | 1:56,462 | +17,018   | 20       |
| 21.  | LMGTE Pro | #95 Aston Martin Racing       | 2:01,172 | +22,268   | 21       |
| 22   | LMGTE Pro | #66 Ford Chip Ganassi Team UK | 2:01,959 | +22,515   | 22       |
| 23.  | LMGTE Pro | #97 Aston Martin Racing       | 2:02,220 | +22,776   | 23       |
| 24.  | LMGTE Pro | #51 AF Corse                  | 2:02,512 | +23,068   | 24       |
| 25.  | LMGTE Pro | #67 Ford Chip Ganassi Team UK | 2:03,256 | +23,812   | 25       |
| 26.  | LMGTE Pro | #77 Dempsey-Proton Racing     | 2:03,681 | +24,237   | 26       |
| 27.  | LMGTE Am' | #88 Abu Dhabi-Proton Racing   | 2:06,011 | +26,567   | 27       |
| 28.  | LMGTE Am  | #78 KCMG                      | 2:06,197 | +26,753   | 28       |
| 29.  | LMGTE Am  | #98 Aston Martin Racing       | 2:06,372 | +26,928   | 29       |
| 30.  | LMGTE Am  | #83 AF Corse                  | 2:06,589 | +27,145   | 30       |
| 31.  | LMGTE Pro | #71 AF Corse                  | 2:06,745 | +27,301   | 31       |
| 32.  | LMGTE Am  | #50 Larbre Compétition        | 2:09,127 | +29,683   | 32       |
| 33.  | LMGTE Am  | #86 Gulf Racing               | 2:09,820 | +30,376   | 33       |

## Verseny
A résztvevőknek legalább a versenytáv 70%-át (136 kört) teljesíteniük kellett ahhoz, hogy az elért eredményüket értékeljék. A kategóriák leggyorsabb versenyzői vastaggal vannak kiemelve.
| Helyezés | Kategória | #  | Csapat                    | Versenyzők                                             | Kasztni                        | Gumi | Kör | Idő/Hátrány/Kiesés |
| Helyezés | Kategória | #  | Csapat                    | Versenyzők                                             | Motor                          | Gumi | Kör | Idő/Hátrány/Kiesés |
| -------- | --------- | -- | ------------------------- | ------------------------------------------------------ | ------------------------------ | ---- | --- | ------------------ |
| 1.       | LMP1      | 1  | Porsche Team              | Timo Bernhard Mark Webber Brendon Hartley              | Porsche 919 Hybrid             | M    | 194 | 06:01:16,183       |
| 1.       | LMP1      | 1  | Porsche Team              | Timo Bernhard Mark Webber Brendon Hartley              | Porsche 2.0 L Turbo V4         | M    | 194 | 06:01:16,183       |
| 2.       | LMP1      | 8  | Audi Sport Team Joest     | Lucas di Grassi Loïc Duval Oliver Jarvis               | Audi R18                       | M    | 194 | +53,787            |
| 2.       | LMP1      | 8  | Audi Sport Team Joest     | Lucas di Grassi Loïc Duval Oliver Jarvis               | Audi TDI 4.0 L Turbo Diesel V6 | M    | 194 | +53,787            |
| 3.       | LMP1      | 7  | Audi Sport Team Joest     | Marcel Fässler André Lotterer                          | Audi R18                       | M    | 194 | +54,483            |
| 3.       | LMP1      | 7  | Audi Sport Team Joest     | Marcel Fässler André Lotterer                          | Audi TDI 4.0 L Turbo Diesel V6 | M    | 194 | +54,483            |
| 4.       | LMP1      | 2  | Porsche Team              | Romain Dumas Neel Jani Marc Lieb                       | Porsche 919 Hybrid             | M    | 194 | +1:37,324          |
| 4.       | LMP1      | 2  | Porsche Team              | Romain Dumas Neel Jani Marc Lieb                       | Porsche 2.0 L Turbo V4         | M    | 194 | +1:37,324          |
| 5.       | LMP1      | 5  | Toyota Gazoo Racing       | Anthony Davidson Sébastien Buemi Nakadzsima Kazuki     | Toyota TS050 Hybrid            | M    | 193 | +1 kör             |
| 5.       | LMP1      | 5  | Toyota Gazoo Racing       | Anthony Davidson Sébastien Buemi Nakadzsima Kazuki     | Toyota 2.4 L Turbo V6          | M    | 193 | +1 kör             |
| 6.       | LMP1      | 6  | Toyota Gazoo Racing       | Stéphane Sarrazin Mike Conway Kobajasi Kamui           | Toyota TS050 Hybrid            | M    | 190 | +4 kör             |
| 6.       | LMP1      | 6  | Toyota Gazoo Racing       | Stéphane Sarrazin Mike Conway Kobajasi Kamui           | Toyota 2.4 L Turbo V6          | M    | 190 | +4 kör             |
| 7.       | LMP1      | 13 | Rebellion Racing          | Mathéo Tuscher Dominik Kraihamer Alexandre Imperatori  | Rebellion R-One                | D    | 178 | +16 kör            |
| 7.       | LMP1      | 13 | Rebellion Racing          | Mathéo Tuscher Dominik Kraihamer Alexandre Imperatori  | AER 2.4 L Turbo V6             | D    | 178 | +16 kör            |
| 8.       | LMP2      | 36 | Signatech Alpine          | Gustavo Menezes Nicolas Lapierre Stéphane Richelmi     | Alpine A460                    | D    | 178 | +16 kör            |
| 8.       | LMP2      | 36 | Signatech Alpine          | Gustavo Menezes Nicolas Lapierre Stéphane Richelmi     | Nissan VK45DE 4.5 L V8         | D    | 178 | +16 kör            |
| 9.       | LMP2      | 43 | RGR Sport by Morand       | Ricardo Gonzalez Filipe Albuquerque Bruno Senna        | Ligier JS P2                   | D    | 178 | +16 kör            |
| 9.       | LMP2      | 43 | RGR Sport by Morand       | Ricardo Gonzalez Filipe Albuquerque Bruno Senna        | Nissan VK45DE 4.5 L V8         | D    | 178 | +16 kör            |
| 10.      | LMP2      | 31 | Extreme Speed Motorsports | Ryan Dalziel Pipo Derani Chris Cumming                 | Ligier JS P2                   | M    | 176 | +18 kör            |
| 10.      | LMP2      | 31 | Extreme Speed Motorsports | Ryan Dalziel Pipo Derani Chris Cumming                 | Nissan VK45DE 4.5 L V8         | M    | 176 | +18 kör            |
| 11.      | LMP2      | 42 | Strakka Racing            | Nick Leventis Jonny Kane Lewis Williamson              | Gibson 015S                    | D    | 176 | +18 kör            |
| 11.      | LMP2      | 42 | Strakka Racing            | Nick Leventis Jonny Kane Lewis Williamson              | Nissan VK45DE 4.5 L V8         | D    | 176 | +18 kör            |
| 12.      | LMP2      | 44 | Manor                     | Tor Graves Antônio Pizzonia Matthew Howson             | Oreca 05                       | D    | 176 | +18 kör            |
| 12.      | LMP2      | 44 | Manor                     | Tor Graves Antônio Pizzonia Matthew Howson             | Nissan VK45DE 4.5 L V8         | D    | 176 | +18 kör            |
| 13.      | LMP2      | 37 | SMP Racing                | Vitalij Petrov Viktor Saitar Kirill Ladigin            | BR Engineering BR01            | D    | 175 | +19 kör            |
| 13.      | LMP2      | 37 | SMP Racing                | Vitalij Petrov Viktor Saitar Kirill Ladigin            | Nissan VK45DE 4.5 L V8         | D    | 175 | +19 kör            |
| 14.      | LMP2      | 35 | Baxi DC Racing Alpine     | David Cheng Ho-Pin Tung Nelson Panciatici              | Alpine A460                    | D    | 175 | +19 kör            |
| 14.      | LMP2      | 35 | Baxi DC Racing Alpine     | David Cheng Ho-Pin Tung Nelson Panciatici              | Nissan VK45DE 4.5 L V8         | D    | 175 | +19 kör            |
| 15.      | LMP2      | 27 | SMP Racing                | Nicolas Minassian Maurizio Mediani                     | BR Engineering BR01            | D    | 175 | +19 kör            |
| 15.      | LMP2      | 27 | SMP Racing                | Nicolas Minassian Maurizio Mediani                     | Nissan VK45DE 4.5 L V8         | D    | 175 | +19 kör            |
| 16.      | LMP2      | 30 | Extreme Speed Motorsports | Scott Sharp Ed Brown Johannes van Overbeek             | Ligier JS P2                   | M    | 172 | +22 kör            |
| 16.      | LMP2      | 30 | Extreme Speed Motorsports | Scott Sharp Ed Brown Johannes van Overbeek             | Nissan VK45DE 4.5 L V8         | M    | 172 | +22 kör            |
| 17.      | LMP1      | 12 | Rebellion Racing          | Nicolas Prost Nick Heidfeld Mathias Beche              | Rebellion R-One                | D    | 171 | +23 kör            |
| 17.      | LMP1      | 12 | Rebellion Racing          | Nicolas Prost Nick Heidfeld Mathias Beche              | AER P60 2.4 L Turbo V6         | D    | 171 | +23 kör            |
| 18.      | LMGTE Pro | 51 | AF Corse                  | Gianmaria Bruni James Calado                           | Ferrari 488 GTE                | M    | 170 | +24 kör            |
| 18.      | LMGTE Pro | 51 | AF Corse                  | Gianmaria Bruni James Calado                           | Ferrari F154CB 3.9 L Turbo V8  | M    | 170 | +24 kör            |
| 19.      | LMGTE Pro | 71 | AF Corse                  | Davide Rigon Sam Bird                                  | Ferrari 488 GTE                | M    | 170 | +24 kör            |
| 19.      | LMGTE Pro | 71 | AF Corse                  | Davide Rigon Sam Bird                                  | Ferrari F154CB 3.9 L Turbo V8  | M    | 170 | +24 kör            |
| 20.      | LMGTE Pro | 95 | Aston Martin Racing       | Nicki Thiim Marco Sørensen                             | Aston Martin Vantage GTE       | D    | 170 | +24 kör            |
| 20.      | LMGTE Pro | 95 | Aston Martin Racing       | Nicki Thiim Marco Sørensen                             | Aston Martin 4.5 L V8          | D    | 170 | +24 kör            |
| 21.      | LMGTE Pro | 66 | Ford Chip Ganassi Team UK | Stefan Mücke Olivier Pla                               | Ford GT                        | M    | 169 | +25 kör            |
| 21.      | LMGTE Pro | 66 | Ford Chip Ganassi Team UK | Stefan Mücke Olivier Pla                               | Ford EcoBoost 3.5 L Turbo V6   | M    | 169 | +25 kör            |
| 22.      | LMGTE Pro | 97 | Aston Martin Racing       | Richie Stanaway Darren Turner                          | Aston Martin Vantage GTE       | D    | 169 | +25 kör            |
| 22.      | LMGTE Pro | 97 | Aston Martin Racing       | Richie Stanaway Darren Turner                          | Aston Martin 4.5 L V8          | D    | 169 | +25 kör            |
| 23.      | LMGTE Pro | 77 | Dempsey-Proton Racing     | Richard Lietz Michael Christensen                      | Porsche 911 RSR                | M    | 169 | +25 kör            |
| 23.      | LMGTE Pro | 77 | Dempsey-Proton Racing     | Richard Lietz Michael Christensen                      | Porsche 4.0 L Flat-6           | M    | 169 | +25 kör            |
| 24.      | LMGTE Am  | 98 | Aston Martin Racing       | Paul Dalla Lana Pedro Lamy Mathias Lauda               | Aston Martin Vantage GTE       | D    | 166 | +28 kör            |
| 24.      | LMGTE Am  | 98 | Aston Martin Racing       | Paul Dalla Lana Pedro Lamy Mathias Lauda               | Aston Martin 4.5 L V8          | D    | 166 | +28 kör            |
| 25.      | LMGTE Am  | 83 | AF Corse                  | François Perrodo Emmanuel Collard Rui Águas            | Ferrari 458 Italia GT2         | M    | 166 | +28 kör            |
| 25.      | LMGTE Am  | 83 | AF Corse                  | François Perrodo Emmanuel Collard Rui Águas            | Ferrari 4.5 L V8               | M    | 166 | +28 kör            |
| 26.      | LMGTE Am  | 50 | Larbre Compétition        | Jamagisi Jutaka Pierre Ragues Paolo Ruberti            | Chevrolet Corvette C7.R        | M    | 165 | +29 kör            |
| 26.      | LMGTE Am  | 50 | Larbre Compétition        | Jamagisi Jutaka Pierre Ragues Paolo Ruberti            | Chevrolet LT5.5 5.5 L V8       | M    | 165 | +29 kör            |
| 27.      | LMGTE Am  | 88 | Abu Dhabi-Proton Racing   | Háled al-Kúbáisi David Heinemeier Hansson Patrick Long | Porsche 911 RSR                | M    | 164 | +30 kör            |
| 27.      | LMGTE Am  | 88 | Abu Dhabi-Proton Racing   | Háled al-Kúbáisi David Heinemeier Hansson Patrick Long | Porsche 4.0 L Flat-6           | M    | 164 | +30 kör            |
| 28.      | LMGTE Am  | 86 | Gulf Racing               | Michael Wainwright Adam Carroll Ben Barker             | Porsche 911 RSR                | M    | 164 | +30 kör            |
| 28.      | LMGTE Am  | 86 | Gulf Racing               | Michael Wainwright Adam Carroll Ben Barker             | Porsche 4.0 L Flat-6           | M    | 164 | +30 kör            |
| 29.      | LMGTE Pro | 67 | Ford Chip Ganassi Team UK | Marino Franchitti Andy Priaulx Harry Tincknell         | Ford GT                        | M    | 155 | +39 kör            |
| 29.      | LMGTE Pro | 67 | Ford Chip Ganassi Team UK | Marino Franchitti Andy Priaulx Harry Tincknell         | Ford EcoBoost 3.5 L Turbo V6   | M    | 155 | +39 kör            |
| Ki       | LMP2      | 45 | Manor                     | Matt Rao Richard Bradley Roberto Merhi                 | Oreca 05                       | D    | 149 | fékek              |
| Ki       | LMP2      | 45 | Manor                     | Matt Rao Richard Bradley Roberto Merhi                 | Nissan VK45DE 4.5 L V8         | D    | 149 | fékek              |
| Ki       | LMP1      | 4  | ByKolles Racing Team      | Simon Trummer Oliver Webb Pierre Kaffer                | CLM P1/01                      | D    | 98  | motor              |
| Ki       | LMP1      | 4  | ByKolles Racing Team      | Simon Trummer Oliver Webb Pierre Kaffer                | AER P60 2.4 L Turbo V6         | D    | 98  | motor              |
| Ki       | LMP2      | 26 | G-Drive Racing            | Roman Ruszinov René Rast Alex Brundle                  | Oreca 05                       | D    | 74  | váltó              |
| Ki       | LMP2      | 26 | G-Drive Racing            | Roman Ruszinov René Rast Alex Brundle                  | Nissan VK45DE 4.5 L V8         | D    | 74  | váltó              |
| Kiz      | LMGTE Am  | 78 | KCMG                      | Christian Ried Wolf Henzler Joël Camathias             | Porsche 911 RSR                | M    | 166 | kizárva            |
| Kiz      | LMGTE Am  | 78 | KCMG                      | Christian Ried Wolf Henzler Joël Camathias             | Porsche 4.0 L Flat-6           | M    | 166 | kizárva            |

## A világbajnokság állása a versenyt követően
LMP1 (Teljes táblázat)
| H  | Versenyzők                                            | Pont | H  | Konstruktőrök | Pont |
| -- | ----------------------------------------------------- | ---- | -- | ------------- | ---- |
| 1. | Marc Lieb Romain Dumas Neel Jani                      | 106  | 1. | Porsche       | 164  |
| 2. | Loïc Duval Lucas di Grassi Oliver Jarvis              | 73   | 2. | Audi          | 129  |
| 3. | Stéphane Sarrazin Mike Conway Kobajasi Kamui          | 62   | 3. | Toyota        | 97   |
| 4. | Marcel Fässler André Lotterer                         | 51   |    |               |      |
| 5. | Dominik Kraihamer Alexandre Imperatori Mathéo Tuscher | 36   |    |               |      |

GT (Teljes táblázat)
| H  | Versenyzők                 | Pont | H  | Konstruktőrök | Pont  |
| -- | -------------------------- | ---- | -- | ------------- | ----- |
| 1. | Stefan Mücke Olivier Pla   | 72   | 1. | Ferrari       | 146   |
| 2. | Davide Rigon Sam Bird      | 70   | 2. | Aston Martin  | 138   |
| 3. | Nicki Thiim Marco Sørensen | 67   | 3. | Ford          | 110,5 |
| 4. | Darren Turner              | 61   | 4. | Porsche       | 70    |
| 5. | Billy Johnson              | 60   |    |               |       |

LMP2 (Teljes táblázat)
| H  | Versenyzők                                         | Pont | H  | Konstruktőrök             | Pont |
| -- | -------------------------------------------------- | ---- | -- | ------------------------- | ---- |
| 1. | Nicolas Lapierre Gustavo Menezes Stéphane Richelmi | 112  | 1. | Signatech Alpine          | 112  |
| 2. | Ricardo González Filipe Albuquerque Bruno Senna    | 71   | 2. | RGR Sport by Morand       | 74   |
| 3. | Roman Ruszinov René Rast                           | 65   | 3. | G-Drive Racing            | 67   |
| 4. | Ryan Dalziel Chris Cumming Pipo Derani             | 59   | 4. | Extreme Speed Motorsports | 59   |
| 5. | Nick Leventis Jonny Kane                           | 46   | 5. | SMP Racing                | 50   |

LMGTE Am (Teljes táblázat)
| H  | Versenyzők                                  | Pont | H  | Konstruktőrök           | Pont |
| -- | ------------------------------------------- | ---- | -- | ----------------------- | ---- |
| 1. | François Perrodo Emmanuel Collard Rui Águas | 111  | 1. | AF Corse                | 111  |
| 2. | Paul Dalla Lana Pedro Lamy Mathias Lauda    | 70   | 2. | Aston Martin Racing     | 70   |
| 3. | Háled al-Kúbáisi David Heinemeier Hansson   | 68   | 3. | Larbre Compétition      | 69   |
| 4. | Jamagisi Jutaka Pierre Ragues               | 65   | 4. | Abu Dhabi-Proton Racing | 68   |
| 5. | Patrick Long                                | 57   | 5. | Gulf Racing             | 50   |